# Silnice I/41
Silnice I/41 je silnice I. třídy, která spojuje silnici I/42 (brněnský městský okruh) s dálnicemi D1 a D2. Celá se nachází na území Brna a je vesměs čtyřpruhová. Celková délka silnice je 2,984 km, díky čemuž je druhou nejkratší českou silnicí I. třídy.
Dříve byla částí silnice I/51, zatímco pod číslem 41 byla vedena silnice z Brna ve směru na Vyškov (dnes Ostravská radiála).
Po roce 2010 bylo částečně změněno její trasování. Původně vedla ulicí Plotní, ale v souvislosti s plánovaným přeložením tramvajové trati do této ulice byla přetrasována do souběžné ulice Dornych. Přestavba ulic Dornych a Plotní byla zahájena 9. března 2018, stavební práce na Dornychu byly dokončeny v září 2019. Ulice Dornych byla rozšířena na čtyřpruhové uspořádání, zatímco ulice Plotní byla zklidněna.

## Vedení silnice
- křížení s I/42
- ul. Dornych
- Brno-Komárov (ul. Svatopetrská)
- křížení s II/374
- podjezd pod železniční tratí (ul. Hněvkovského)
- křížení s II/380
- MÚK s dálnicemi D1 a D2

## Modernizace silnice
| Číslo | Název                             | Délka  | Kategorie | Zahájení výstavby | Uvedení do provozu | Křižovatky           |
| ----- | --------------------------------- | ------ | --------- | ----------------- | ------------------ | -------------------- |
| B78   | Zkapacitnění ulice Dornych v Brně | 1,5 km |           | 03/2018           | 09/2019            |                      |
| B82   | VMO Bratislavská radiála          | 0,7 km | 24,5/80   | plánováno 2030    | plánováno 2033     | Bratislavská radiála |